# Liste der Nummer-eins-Hits in Rumänien (2004)
Diese Liste enthält alle Nummer-eins-Hits in Rumänien im Jahr 2004. Es gab in diesem Jahr 13 Nummer-eins-Singles.
| Singles |
| --- |
| - Dina Vass – The Love I Have - 5 Wochen (1. Dezember 2003 – 4. Januar 2004) - The Black Eyed Peas feat.Justin Timberlake – Where Is the Love? - 1 Woche (5. Januar – 11. Januar) - Kylie Minogue – Slow - 3 Wochen (12. Januar – 1. Februar) - Blu Cantrell & Sean Paul – Breathe - 1 Woche (2. Februar – 8. Februar) - 3rei Sud Est – Clipee - 1 Woche (9. Februar – 15. Februar) - The Black Eyed Peas – Shut Up - 10 Wochen (16. Februar – 25. April) - Class – Pentru dragoste - 2 Wochen (26. April – 9. Mai) - Kylie Minogue – Red Blooded Woman - 1 Woche (10. Mai – 16. Mai, insgesamt 2 Wochen) - Schiller mit Heppner – Leben … I Feel You - 1 Woche (17. Mai – 23. Mai, insgesamt 3 Wochen) - Kylie Minogue – Red Blooded Woman - 1 Woche (24. Mai – 30. Mai, insgesamt 2 Wochen) - Schiller mit Heppner – Leben … I Feel You - 2 Wochen (31. Mai – 13. Juni, insgesamt 3 Wochen) - Nino D’Angelo – Senza Giaca e Cravata - 4 Wochen (14. Juni – 11. Juli) - Activ – Doar cu tine - 9 Wochen (12. Juli – 12. September) - Kelis – Trick Me - 6 Wochen (13. September – 24. Oktober) - Voltaj – Și ce - 11 Wochen (25. Oktober 2004 – 9. Januar 2005) |